# Turgmam Fluctus
Turgmam Fluctus is een lavastroom op de planeet Venus. Turgmam Fluctus werd in 1997 genoemd naar Turgmam, vuurmeesteres van de Nivchen (Sachalin).
De fluctus heeft een lengte van 500 kilometer en bevindt zich in het quadrangle Pandrosos Dorsa (V-5).